# バラージャ

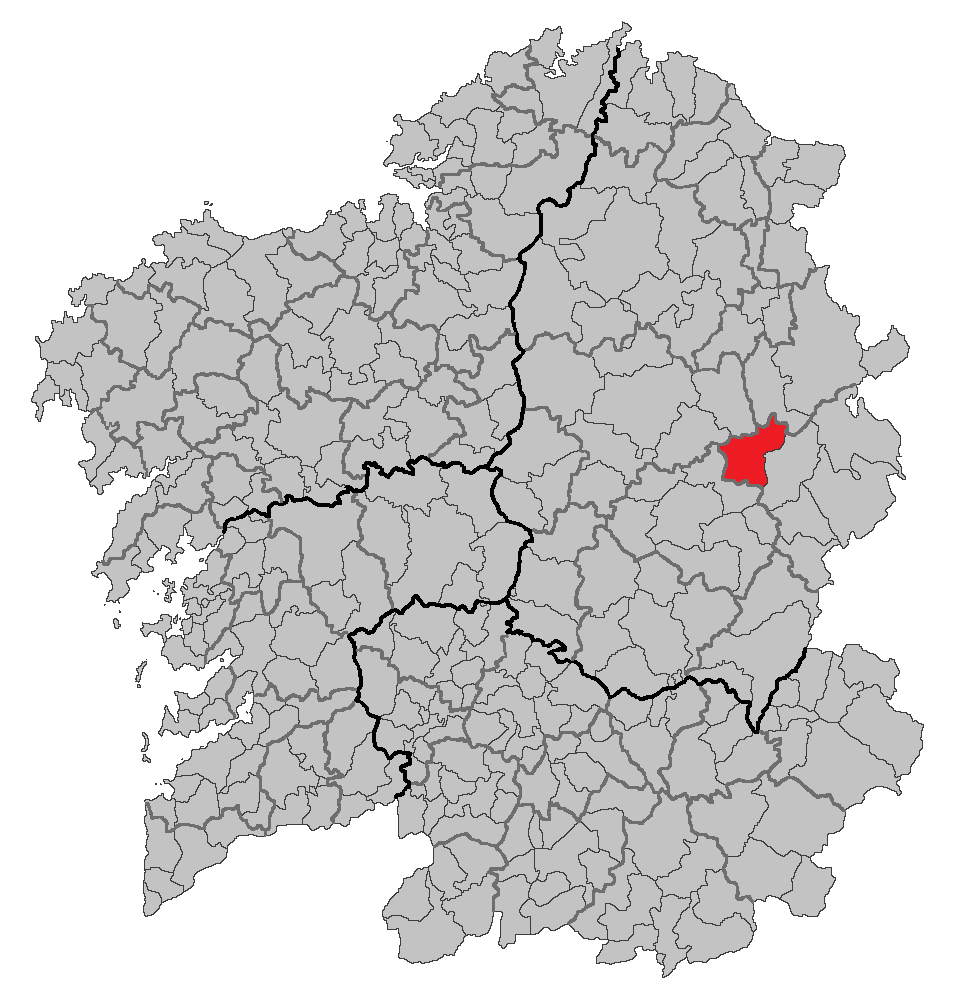

バラージャ（Baralla）は、スペイン、ガリシア州、ルーゴ県の自治体、コマルカ・ドス・アンカーレスに属する。ガリシア統計局によれば、2011年の人口は2,889人（2010年：2,916人、2009年：2,955人、2006年:3,100人、2005年:3,134人、2004年:3,193人、2003年:3,242人）。住民呼称は男女同形のbarallense。
ガリシア語話者の自治体住民に占める割合は98.91％（2001年）。

## 地理
バラージャはルーゴ県の南東部に位置し、コマルカ・ドス・アンカーレスに属する。北はカストロベルデとバレイラ、東はベセレアー、南から西にかけてはランカラ、西はオ・コルゴの各自治体と隣接する。
バラージャはベセレアー司法管轄区に属す。

### 人口
住民は30の教区の100の地区（集落）に居住する。
| バラージャの人口推移 1981－2012                         |
|                                                         |
| 出典:INE（スペイン国立統計局）1900年 - 1991年、1996年 - |

## 経済
住民の60％が第一次産業に従事、牧畜業、林業、農業などを兼営している。とくに重要なのは牧畜業、とりわけ、乳産と食肉用の畜牛で、次いで豚、羊、ヤギなども飼育されている。他には建築業がある。

## 政治
自治体首長はガリシア国民党（PPdeG）のマヌエル・ヘスス・ゴンサーレス・カポン（Manuel Jesús González Capón）。自治体評議員は、ガリシア国民党：8、ガリシア民族主義ブロック（BNG）：2、ガリシア社会党（PSdeG-PSOE）：1となっている。（2011年5月22日の自治体選挙結果、得票順）。
| 1999年6月13日自治体選挙 |        |        |          |
| 政党                    | 得票数 | 得票率 | 獲得議席 |
| PPdeG                   | 1,519  | 63.50% | 7        |
| BNG                     | 450    | 18.81% | 2        |
| PSdeG-PSOE              | 403    | 16.85% | 2        |

| 2003年5月25日自治体選挙 |        |        |          |
| 政党                    | 得票数 | 得票率 | 獲得議席 |
| PPdeG                   | 1,459  | 59.31% | 7        |
| PSdeG-PSOE              | 516    | 20.98% | 2        |
| BNG                     | 469    | 19.07% | 2        |

| 2007年5月27日自治体選挙 |        |        |          |
| 政党                    | 得票数 | 得票率 | 獲得議席 |
| PPdeG                   | 1,277  | 54.92% | 6        |
| BNG                     | 563    | 24.22% | 3        |
| PSdeG-PSOE              | 468    | 20.13% | 2        |

| 2011年5月22日自治体選挙 |        |        |          |
| 政党                    | 得票数 | 得票率 | 獲得議席 |
| PPdeG                   | 1,412  | 65.77% | 8        |
| BNG                     | 411    | 19.14% | 2        |
| PSdeG-PSOE              | 294    | 13.69% | 1        |

## 教区
バラージャは28の教区に分けられる。
- アランサ（サンティアーゴ）
- アローショ（サン・ショアン）
- バラージャ（サンタ・マリーア・マダレーナ）
- ベルセーロス（サン・マルティーニョ）
- コスタンティン（サンタ・マリーア）
- コバス（サンティアーゴ）
- フェレイロス（サン・ペドロ）
- フランコス（サン・サルバドール）
- ギマレイ（サン・トメ）
- ラシェス（サン・ペドロ）
- レブルーショ（サン・トメ）
- レショ（サン・ショアン）
- パシオス（サンタ・マリーア）
- ペドラフィータ・デ・カンポレドンド（サン・ショアン）
- ペナルビア（サンタ・マリーア）
- ピニェイラ（サン・サルバドール）
- ポル（サンタ・マリーア）
- ポウサーダ（サンティアーゴ）
- レセセンデ（サン・シリーロ）
- リバ・デ・ネイラ（サンタージャ）
- サン・マルティン・デ・ネイラ・デ・レイ（サン・ペドロ）
- サン・ミゲル・デ・ネイラ・デ・レイ（サン・ミゲル）
- シシレイ（サン・ペドロ）
- ソブラード・デ・ピカート（サンタ・クルス）
- バレ（サン・シュルショ）
- ビラチャンブレ（サンタ・マリーニャ）
- ビラルプンテイロ（サンタ・マルタ）
- ビラルテリン（サンタ・エウフェミア）